# ホーランディア (護衛空母)
ホーランディア (USS Hollandia, CVE-97) は、アメリカ海軍の護衛空母。カサブランカ級航空母艦の43番艦。艦名はホーランディアの戦い因んで命名された。

## 艦歴
艦は当初「アストロレーブ・ベイ (Astrolabe Bay) 」の艦名で、1944年4月28日にワシントン州バンクーバーのカイザー造船所でウィリアム・H・ウィート夫人によって進水、1944年5月30日に「ホーランディア」に改名される。1944年6月1日にC. L. リー艦長の指揮下で就役する。
西海岸沖での訓練に続いて、「ホーランディア」は1944年7月10日にサンディエゴからエスピリトゥサント島へ整調巡航に出航する。この航海で補給の航空機を運搬し、帰路はマヌス島とガダルカナル島経由で8月27日にカリフォルニア州ポート・ワイミニに到着した。続く数ヶ月間、ホーランディアはマヌス島やウルシー環礁、グアムといったアメリカ海軍の前線基地へ物資及び補充兵の輸送を繰り返した。
「ホーランディア」は海軍の沖縄侵攻作戦が開始した1945年4月1日はウルシー泊地に停泊していた。翌日に泊地を出航し、前線部隊へ戦闘機の補給を行うため沖縄沖に向かう。その後サンディエゴに帰還し1945年5月1日に到着した。真珠湾への兵員及び物資の輸送の後、6月7日に出航し、真珠湾で補充の航空機を積み込むと、6月18日に第3艦隊（ウィリアム・ハルゼー大将）への支援艦隊の一艦として出航、戦争の残りの2ヶ月間を日本本土攻撃を行う空母任務部隊への補充支援に従事した。
日本の降伏後、「ホーランディア」はグアムで配置転換され、帰還兵を帰国させるマジック・カーペット作戦に参加する。4度の航海後サンペドロに帰還する。1946年2月4日に出航し、2月15日にピュージェット湾に到着、1947年1月17日に退役する。保管中の1955年6月12日にCVU-97（雑役空母）へ艦種変更され、1959年5月7日にAKV-33（貨物航空機運搬艦）に再変更された。その後1960年7月にニューヨークのアイゼンバーグ社に売却された後、廃棄処分となった。
「ホーランディア」は第二次世界大戦の戦功で2個の従軍星章を受章した。